# Gabriel Lunetta
Gabriel Antonio Lunetta (Milano, 10 agosto 1996) è un calciatore italiano, ala o centrocampista del Catania.

## Caratteristiche tecniche
Ala sinistra dotata tecnicamente e in possesso di un buon fisico, rapido e abile nell'uno contro uno, è bravo negli inserimenti offensivi. Grazie alla sua duttilità tattica, può essere impiegato anche come esterno di centrocampo e come centravanti.

## Carriera
Cresciuto nel settore giovanile dell'Atalanta, il 14 luglio 2016 viene ceduto a titolo temporaneo al Gubbio, con cui inizia la carriera professionistica. Poco impiegato nella sua esperienza con il club umbro a causa di un infortunio, l'11 luglio 2017 si trasferisce, sempre in prestito, al Renate. Il 23 agosto 2018 passa alla Giana Erminio, venendo poi ceduto nel successivo mese di gennaio al Südtirol.
Il 14 agosto 2019 si trasferisce, sempre a titolo temporaneo, alla Reggiana, con cui conquista la promozione in Serie B; il 31 agosto 2020 il prestito viene confermato per un'altra stagione. Il 16 luglio 2021 viene ceduto all'Alessandria.
Il 31 agosto 2022 viene ceduto a titolo definitivo al Rijeka. Fa il suo debutto due giorni dopo in occasione della trasferta di campionato persa 3-1 contro la Dinamo Zagabria. Il 9 novembre seguente, al suo debutto in Coppa di Croazia, trova il primo gol con i Riječki bijeli in occasione dell'ottavo di finale perso 2-1 in casa del BSK Bijelo Brdo. Quattro giorni dopo arriva anche il primo gol in campionato, in occasione del match casalingo perso contro la Dinamo Zagabria (2-7).
Il 12 gennaio 2023 viene ufficializzato il suo ritorno al Südtirol, frattanto approdato in Serie B, che lo ottiene dal club fiumano con la formula del prestito con diritto di riscatto in caso di mantenimento della categoria. Ottenuta la salvezza, la clausola scatta e Lunetta torna stabilmente in biancorosso.
Il 1º febbraio 2024 viene acquistato dal Lecco. Il 29 agosto dello stesso anno viene acquistato dal Catania, in Serie C.

## Statistiche

### Presenze e reti nei club
Statistiche aggiornate al 13 maggio 2025.
| Stagione        | Squadra         | Campionato      | Campionato | Campionato | Coppe nazionali | Coppe nazionali | Coppe nazionali | Coppe continentali | Coppe continentali | Coppe continentali | Altre coppe | Altre coppe | Altre coppe | Totale | Totale |
| Stagione        | Squadra         | Comp            | Pres       | Reti       | Comp            | Pres            | Reti            | Comp               | Pres               | Reti               | Comp        | Pres        | Reti        | Pres   | Reti   |
| --------------- | --------------- | --------------- | ---------- | ---------- | --------------- | --------------- | --------------- | ------------------ | ------------------ | ------------------ | ----------- | ----------- | ----------- | ------ | ------ |
| 2016-2017       | Gubbio          | LP              | 2+1        | 0          | CI-LP           | 1               | 1               | -                  | -                  | -                  | -           | -           | -           | 4      | 1      |
| 2017-2018       | Renate          | C               | 27         | 3          | CI+CI-C         | 3+1             | 1+0             | -                  | -                  | -                  | -           | -           | -           | 31     | 4      |
| 2018-gen. 2019  | Giana Erminio   | C               | 19         | 1          | CI-C            | 0               | 0               | -                  | -                  | -                  | -           | -           | -           | 19     | 1      |
| gen.-giu. 2019  | Südtirol        | C               | 13+2       | 4          | CI+CI-C         | -               | -               | -                  | -                  | -                  | -           | -           | -           | 15     | 4      |
| 2019-2020       | Reggiana        | C               | 14+3       | 2          | CI-C            | 0               | 0               | -                  | -                  | -                  | -           | -           | -           | 17     | 2      |
| 2020-2021       | Reggiana        | B               | 29         | 0          | CI              | 1               | 0               | -                  | -                  | -                  | -           | -           | -           | 30     | 0      |
| Totale Reggiana | Totale Reggiana | Totale Reggiana | 43+3       | 2          |                 | 1               | 0               |                    | -                  | -                  |             | -           | -           | 47     | 2      |
| 2021-2022       | Alessandria     | B               | 33         | 3          | CI              | 0               | 0               | -                  | -                  | -                  | -           | -           | -           | 33     | 3      |
| 2022-gen. 2023  | Rijeka          | HNL             | 7          | 1          | HNK             | 1               | 1               | -                  | -                  | -                  | -           | -           | -           | 8      | 2      |
| gen.-giu. 2023  | Südtirol        | B               | 12+2       | 0          | CI              | -               | -               | -                  | -                  | -                  | -           | -           | -           | 14     | 0      |
| 2023-feb. 2024  | Südtirol        | B               | 13         | 0          | CI              | 0               | 0               |                    | -                  | -                  |             | -           | -           | 13     | 0      |
| Totale Sudtirol | Totale Sudtirol | Totale Sudtirol | 38+4       | 4          |                 | 0               | 0               |                    | -                  | -                  |             | -           | -           | 42     | 4      |
| feb.-giu. 2024  | Lecco           | B               | 10         | 0          | CI              | -               | -               | -                  | -                  | -                  | -           | -           | -           | 10     | 0      |
| 2024-2025       | Catania         | C               | 23+2       | 6          | CI-C            | 0               | 0               | -                  | -                  | -                  | -           | -           | -           | 25     | 6      |
| Totale carriera | Totale carriera | Totale carriera | 198+10     | 20         |                 | 7               | 3               |                    | -                  | -                  | -           | -           | -           | 215    | 23     |